# 태서신사
《태서신사》(泰西新史)는 1897년 6월 대한제국 학부에서 세계사 교과서로 간행한 책이다. 《태서신사람요》(泰西新史攬要)를 원본으로 하며, 한문본과 한글 번역본의 두 종류로 간행되었다. 태서(泰西)는 서양을, 신사(新史)는 최신 역사를 뜻한다.
로버트 맥켄지(Robert Mackenzie, 馬懇西)가 1880년 저술한 《19세기 역사》(The 19th Century: a History)가 중국에서 티모시 리처드(Timothy Richard, 李提摩太)와 채이강(蔡爾康)에 의해 한역되어 1895년 《태서신사람요》로 출간되었다. 《태서신사람요》는 중국에서 대중적인 인기를 얻었으며 변법론자들의 사상 형성에 큰 영향을 미쳤다. 일본에서도 같은 책이 1896년 《십구세기사》(十九世紀史)로 번역 출간되었다.
총 24권의 본문으로 구성된 상하 2책으로 이루어져 있으며 번역서 서문, 범례, 목차, 인명지명표가 실려 있다. 1권은 프랑스 혁명 전 상황과 혁명 과정이 서술되어 있다. 2권은 보나파르트 나폴레옹의 생애, 3권은 프랑스 혁명과 나폴레옹 전쟁 이후 빈 회의에 관한 내용이다. 4권부터 13권까지는 영국사를 다루고 있다. 14권부터 22권까지는 프랑스, 독일, 오스트리아, 이탈리아, 러시아 등 유럽 5개국과 미국, 튀르키예, 교황에 대해 서술하였다. 23권에서는 19세기 유럽에서 자유의 의미에 대해 서술하였다. 24권은 부록이다. 서양의 역사뿐만 아니라 의회와 학교 제도, 선거 등을 기술하였다.
《태서신사》는 〈독립신문〉, 〈황성신문〉등의 신문과 이후 편찬된 세계사 교과서들에서 자주 인용되었으며, 당시 한국에서 서양사 지식을 습득하고 서양에 관한 새로운 인식을 형성하는 데 큰 영향을 미쳤다. 또한 《태서신사》의 한글 번역본은 외래어의 국문 표기법 관련 연구에서도 역사적으로 중요한 문헌으로 평가된다.